# Boville Ernica
Boville Ernica is een gemeente in de Italiaanse provincie Frosinone (regio Latium) en telt 8926 inwoners (31-12-2004). De oppervlakte bedraagt 28,2 km², de bevolkingsdichtheid is 317 inwoners per km².

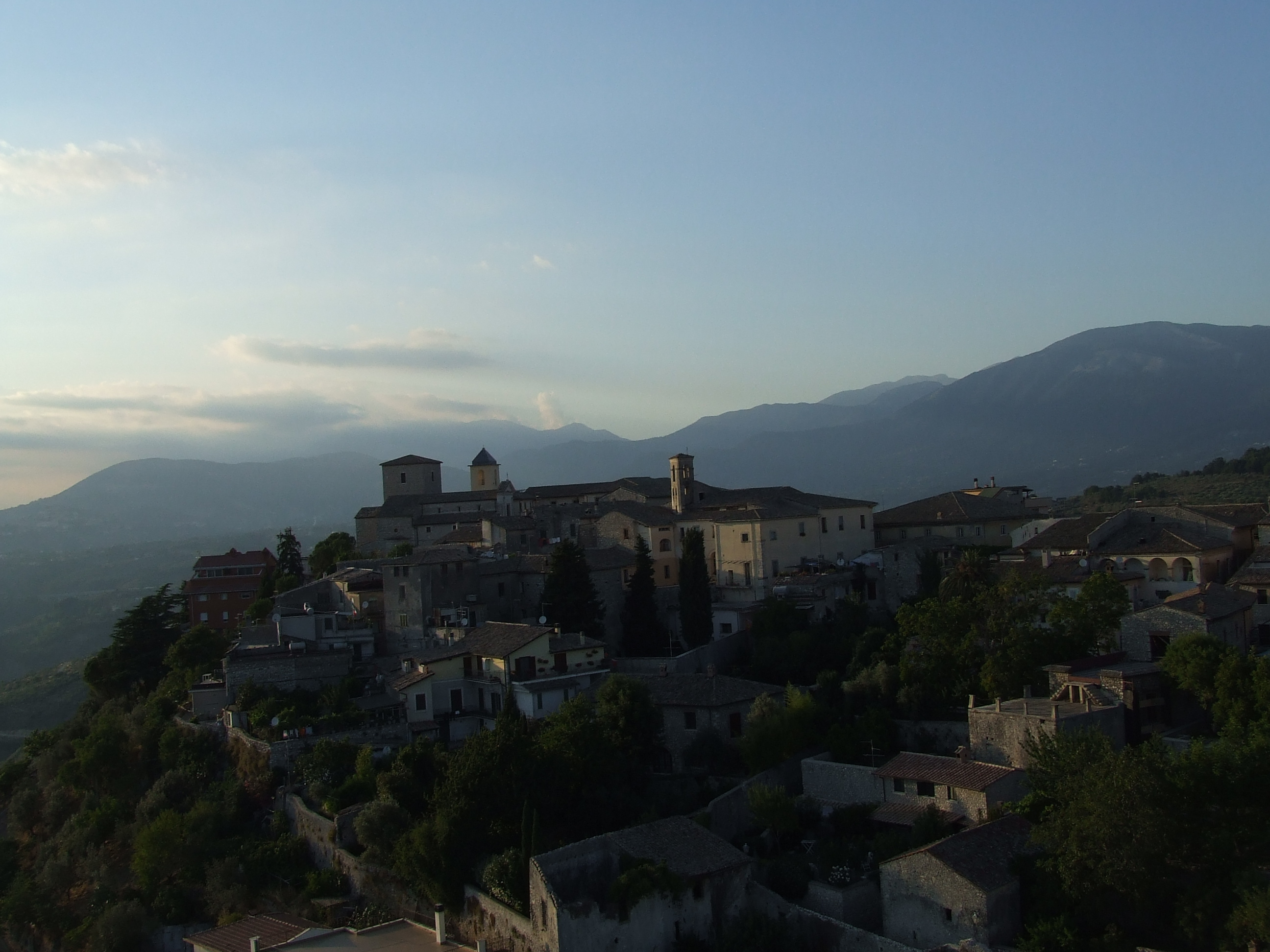
Boville Ernica
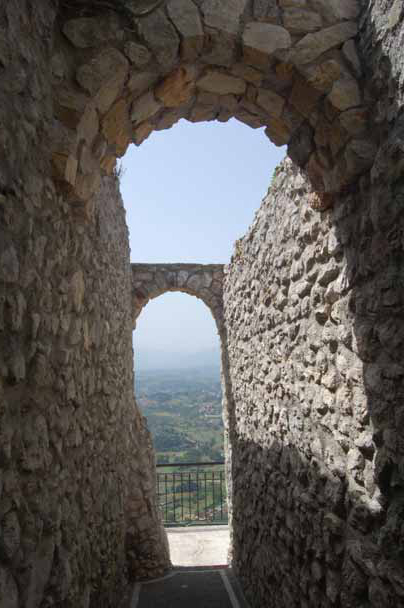
Bucione

## Demografie
Boville Ernica telt ongeveer 3209 huishoudens. Het aantal inwoners steeg in de periode 1991-2001 met 1,1% volgens cijfers uit de tienjaarlijkse volkstellingen van ISTAT.
| Jaar | Inwoneraantal |
| ---- | ------------- |
| 1991 | 8773          |
| 2001 | 8873          |

## Geografie
De gemeente ligt op ongeveer 450 m boven zeeniveau.
Boville Ernica grenst aan de volgende gemeenten: Monte San Giovanni Campano, Ripi, Strangolagalli, Torrice, Veroli.

## Geboren
- Vincenzo Paglia (1945), titulair aartsbisschop